# Blicourt
Blicourt é uma comuna francesa na região administrativa de Altos da França, no departamento de Oise. Estende-se por uma área de 14,57 km². Em 2010 a comuna tinha 361 habitantes (densidade: 24,8 hab./km²).